# Samsung Galaxy A9
Samsung Galaxy A9 (2016) là dòng điện thoại thông minh do Samsung Electronics sản xuất. Nó được giới thiệu vào ngày 2 tháng 12 năm 2015, cùng với những dòng điện thoại khác là Samsung Galaxy A3 (2016), Samsung Galaxy A5 (2016) và Samsung Galaxy A7 (2016).
The Samsung Galaxy A9 (2016) chạy hệ điều hành Android 5.1.1 Lollipop, có thể nâng cấp lên hệ điều hành Android 6.0.1 Marshmallow.